# 2007年亞洲冬季運動會冬季兩項比賽
2007年亞洲冬季運動會的冬季兩項賽事由2007年1月29日至2月2日於北大湖滑雪場舉行，共設7個小項，當中男子的估了3個小項，女子的4個。

## 金牌榜

### 各國金牌榜
| 排名 | 國家： | 金牌： | 銀牌： | 銅牌： | 總計 |
| 1    | 中国   | 5      | 4      | 4      | 13   |
| 2    | 日本   | 1      | 1      | 2      | 4    |
| 3    |        | 1      | 1      | 1      | 3    |

## 男子

### 10公里
子條目：2007年亞洲冬季運動會冬季兩項比賽—男子10公里
| 金牌：        | 銀牌：      | 銅牌：    |
| 日本 井佐英徳 | 中国 張成烨 | 中国 張庆 |

### 20公里
子條目：2007年亞洲冬季運動會冬季兩項比賽—男子20公里
| 金牌：                | 銀牌：    | 銅牌：        |
| 亚力山大·切尔维亚科夫 | 中国 张庆 | 日本 井佐英徳 |

### 4×7.5公里
子條目：2007年亞洲冬季運動會冬季兩項比賽—男子4×7.5公里
| 金牌： | 銀牌： | 銅牌： |
| 中国   | 日本   |        |

## 女子

### 7.5公里
子條目：2007拿亞洲冬季運動會冬季兩項比賽—女子7.5公里
| 金牌：      | 銀牌：      | 銅牌：    |
| 中国 刘显英 | 中国 孔颖超 | 中国 董雪 |

### 10公里
子條目：2007拿亞洲冬季運動會冬季兩項比賽—女子10公里
| 金牌：      | 銀牌：      | 銅牌：    |
| 中国 刘显英 | 中国 孔颖超 | 中国 董雪 |

### 15公里
子條目：2007年亞洲冬季運動會冬季兩項比賽—女子15公里
| 金牌：      | 銀牌：      | 銅牌：     |
| 中国 刘显英 | 中国 孔颖超 | 莫热京维娜 |

### 4×6公里
子條目：2007年亞洲冬季運動會冬季兩項比賽—女子4×6公里
| 金牌： | 銀牌： | 銅牌： |
| 中国   |        | 日本   |